# Lista de pinturas de Modesto Brocos

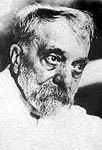
Modesto Brocos.

Esta é uma lista de pinturas de Modesto Brocos.
Modesto Brocos y Gomes (1852-1936) foi um pintor, desenhista e gravador espanhol da região da Galiza, radicado no Brasil.
Estudou na Academia de Belas Artes da Corunha. Em 1870 viaja para a Argentina trabalhando como ilustrador, dois anos depois mudou para a cidade do Rio de Janeiro, trabalhando como ilustrador do periódico O Mequetrefe. Frequentou a Academia Imperial de Belas Artes (Aiba) no Rio de Janeiro, tendo como mestres Victor Meirelles (1832 - 1903) e Zeferino da Costa (1840 - 1915). Em 1877 frequentou a École Nationale Superiéure des Beaux-Arts aonde foi aluno de Henri Lehmann (1814 - 1882). Em 1881 assume a cátedra de professor de desenho figurado da Escola Nacional de Belas Artes (Enba).
Posuue obras nos acervos:
- Museu Nacional de Belas Artes (MNBA), Rio de Janeiro;
- Museu Histórico Nacional, Rio de Janeiro ;
- Biblioteca Nacional, Rio de Janeiro;
- Pinacoteca do Estado de São Paulo, São Paulo.

## estampa
| Imagem | Título                         | Data | Coleção                                             | Localização | Gênero | Descrito em |
| ------ | ------------------------------ | ---- | --------------------------------------------------- | ----------- | ------ | ----------- |
|        | (Marechal Deodoro da Fonseca ) | 1891 | Coleção Biblioteca Nacional Brasiliana Iconográfica |             |        |             |
|        | (Marechal Deodoro da Fonseca)  | 1890 | Coleção Biblioteca Nacional Brasiliana Iconográfica |             |        |             |
|        | Mal. Deodoro                   | 1902 | Coleção Biblioteca Nacional Brasiliana Iconográfica |             |        |             |

## pintura
| Imagem | Título                       | Data       | Coleção                          | Localização                     | Gênero       | Descrito em |
| ------ | ---------------------------- | ---------- | -------------------------------- | ------------------------------- | ------------ | ----------- |
|        | A Redenção de Cam            | 1895       | Museu Nacional de Belas Artes    | Museu Nacional de Belas Artes   |              |             |
|        | Nossa Senhora das Dores      | século XIX | Coleção Museu Histórico Nacional | Museu Histórico Nacional        | arte sacra   |             |
|        | La dama de los guantes grise | 1880       | Museu de Belas Artes da Corunha  | Museu de Belas Artes da Corunha | retrato      |             |
|        | Engenho de Mandioca          | 1892       | Museu Nacional de Belas Artes    | Museu Nacional de Belas Artes   |              |             |
|        | Praia de Icaraí              |            | Itaú Unibanco                    | Pinacoteca de São Paulo         | arte marinha |             |
|        | Retrato de Alberto Torres    | 1900       |                                  |                                 | retrato      |             |

∑ 9 items.